# Sistema de votación

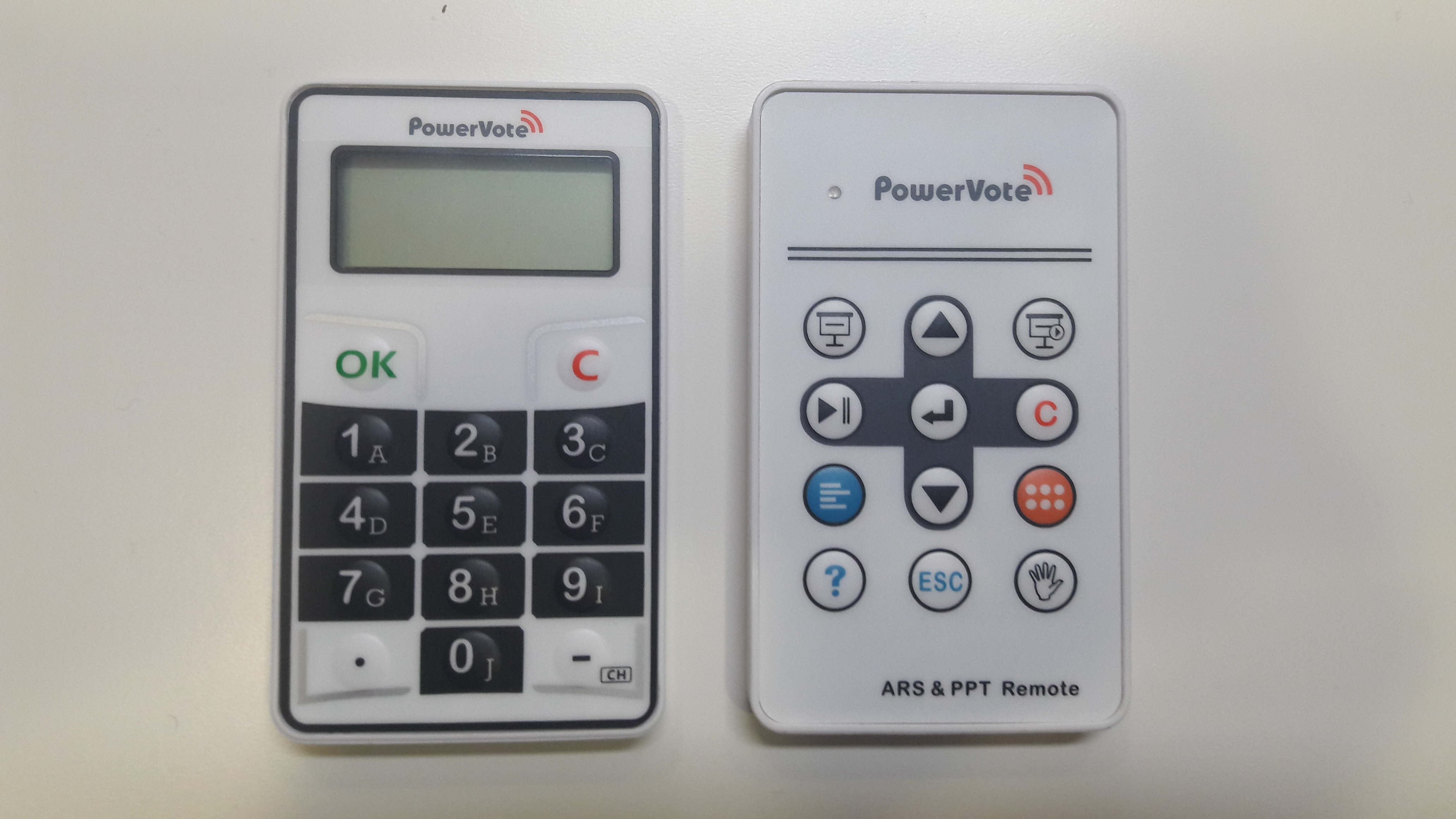
Sistema de votación PowerVote

Un sistema de votación es una forma de elegir entre varias opciones basándose en la decisión de los votantes. El acto de votar tiene su uso más conocido en las elecciones políticas, en las que se elige de entre los candidatos a cargos públicos. Las votaciones pueden emplearse también para conceder premios, elegir entre diferentes planes de acción o, mediante un programa informático, determinar la solución a problemas complejos.
Un sistema de votación consiste en la serie de reglas que rigen cómo pueden expresar sus deseos los votantes y como se agregan estos deseos para llegar a un resultado final. El campo que estudia los sistemas de votación se llama teoría de votaciones, un subcampo de las ciencias políticas y las matemáticas. La teoría de votaciones empezó a desarrollarse en el siglo XVIII y ha producido muchas propuestas de sistemas de votación.
La regla de la mayoría dice que si más de la mitad de los votantes se decantan por una de las opciones, esta debe ser el resultado único de la elección. Este se puede considerar como el sistema de votación más sencillo. Pero muchas votaciones requieren reglas más complejas, especialmente si hay más de dos resultados posibles.

## Aspectos
Un sistema de votación especifica la forma de la votación, el rango de votos posibles y el método de cuenta, un algoritmo para determinar el resultado. Este resultado puede ser un ganador simple o varios ganadores, como sucede en las elecciones de una legislatura. El sistema de votación puede especificar también cómo se distribuye el poder entre los votantes, y cómo se dividen los votantes en circunscripciones cuyos resultados se toman en cuenta independientemente.
Las realizaciones de las elecciones en el mundo real normalmente no se consideran parte de los sistemas de votación. Por ejemplo, mientras que un sistema de votación especifica la votación de forma abstracta, no especifica cómo será el voto físicamente; si tendrá la forma de un trozo de papel, una tarjeta perforada, una mano alzada o si será un voto electrónico. Un sistema de votación tampoco especifica de qué manera los votos se mantienen en secreto—o si no lo hacen—, cómo verificar que los votos se cuenten correctamente o quién debe poder votar. Estos aspectos son parte del campo de las elecciones y los sistemas electorales. 
Los diferentes sistemas de votación tienen diferentes formas de permitir a los individuos expresar sus votos. En los sistemas de votación preferencial, como la segunda vuelta instantánea, el método Borda o el método Condorcet, los votantes ordenan la lista de opciones de más preferido a menos preferido.
Atendiendo a la regla de la pluralidad los votantes seleccionan una única opción, mientras que con la regla de aprobación pueden elegir tantas como quieran. En los sistemas de votos que permiten acumulación, como la regla acumulativa, los votantes pueden votar por el mismo candidato varias veces.
Algunos sistemas de votación incluyen elecciones adicionales en el voto, como escribir el nombre del candidato o la opción «ninguno de los anteriores».

### Peso de los votos
Muchas elecciones se realizan siguiendo el lema «una persona, un voto», que viene a decir que los votos de cada votante deben valer lo mismo. Sin embargo, esto no se cumple en todos los sistemas. En las votaciones del entorno empresarial, normalmente, el peso de cada voto se corresponde con la cantidad acciones que tiene cada votante, lo que convierte el lema en “una acción, un voto”.
Los votos pueden tener distintos pesos por otras razones, como pueda ser por el diferente rango de los votantes. Un caso especial de esta situación es cuando a un votante se le da el privilegio de resolver los empates. El votante que ejerce este privilegio puede o no tener capacidad para emitir un voto ordinario. Si no puede emitir un voto ordinario, el suyo es un voto menos importante que el resto. Los desempates electorales pueden resolverse mediante otros métodos, como lanzar una moneda.

## Votación interactiva
La votación interactiva permite a importantes grupos de personas votar sobre un tema o responder a una pregunta. Cada persona tiene un control remoto con el que se puede hacer selecciones. Cada control comunica a distancia con un ordenador a través de receptores situados alrededor de la sala o a través de un único receptor conectado al ordenador del ponente con un conector USB. Después de una hora –o cuando todos los participantes hayan respondido– el sistema termina la votación para esa pregunta en particular y marca los resultados. Por lo general, los resultados son inmediatamente puestos a disposición de los participantes a través de un gráfico de barras que aparece en el proyector.

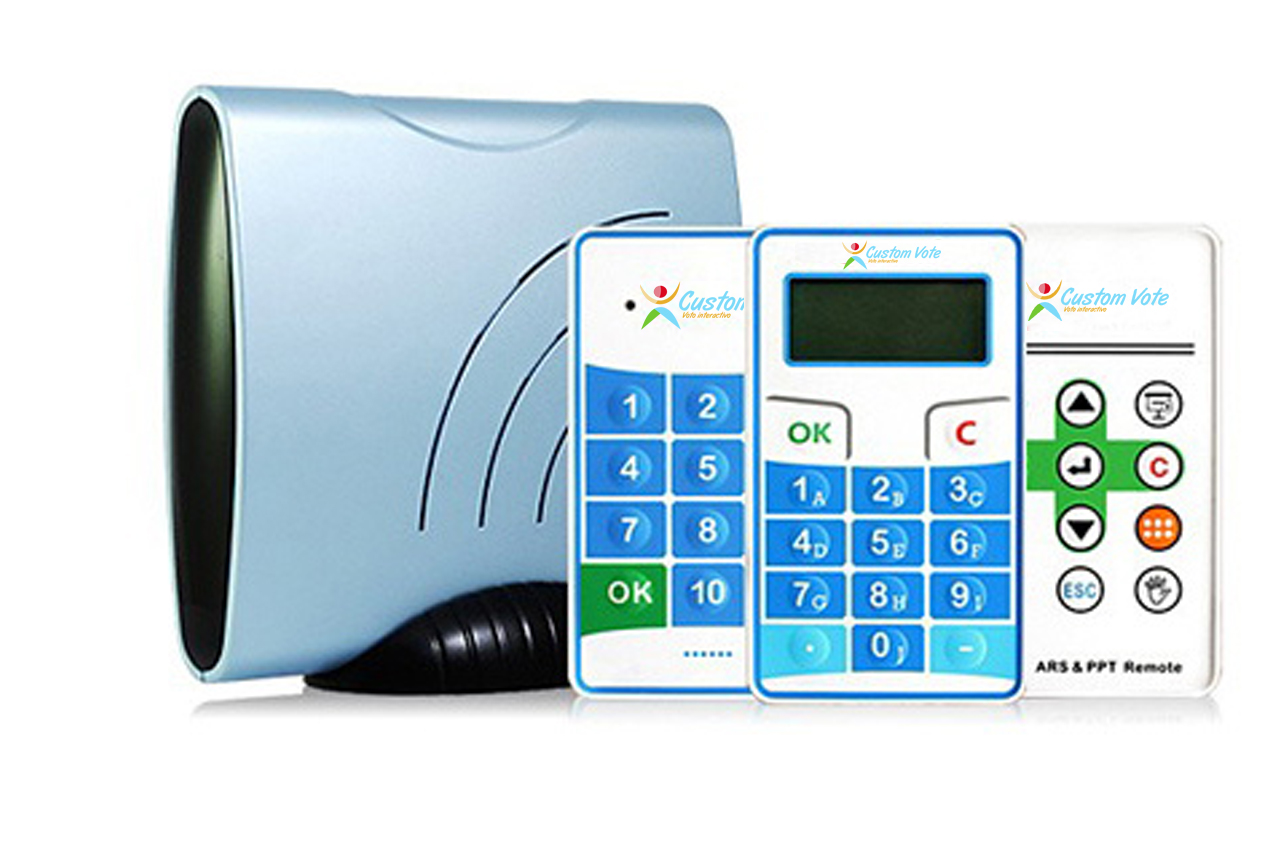
Mandos del sistema de votación interactiva CustomVote

En situaciones en las que se requiere el seguimiento, el número de serie de cada mando se introduce previamente en la base de datos del ordenador. De esta manera, la respuesta de cada persona se puede identificar más tarde.
Además del ordenador, del speaker y del proyector, el sistema de votación interactiva típico tiene los siguientes componentes:
- un receptor
- mandos inalámbricos (uno para cada participante)
- el software del sistema

### Aplicaciones
El sistema de votación electrónico se utiliza en una amplia gama de industrias y organizaciones. Algunos ejemplos incluyen:
- Educación
- Formación empresarial
- Congresos
- Investigación de mercado
- Soporte a la decisión
- Juegos televisivos tipo «¿Quién quiere ser millonario?»
- Conferencias y eventos
- Educación médica continua
- Medida y evaluación del ROI

### Beneficios de la votación interactiva
Algunos de los beneficios potenciales de los sistemas de votación interactiva son:
- Mejorar la atención
- Aumentar la retención del conocimiento
- Encuesta anónima
- Seguir las respuestas individuales
- Ver los resultados de votación de inmediato
- Crear un ambiente de aprendizaje interactivo y divertido
- Confirmar el entendimiento público de los puntos clave de inmediato
- Recopilar datos para reportes y análisis